# Sunbeam-Talbot 80

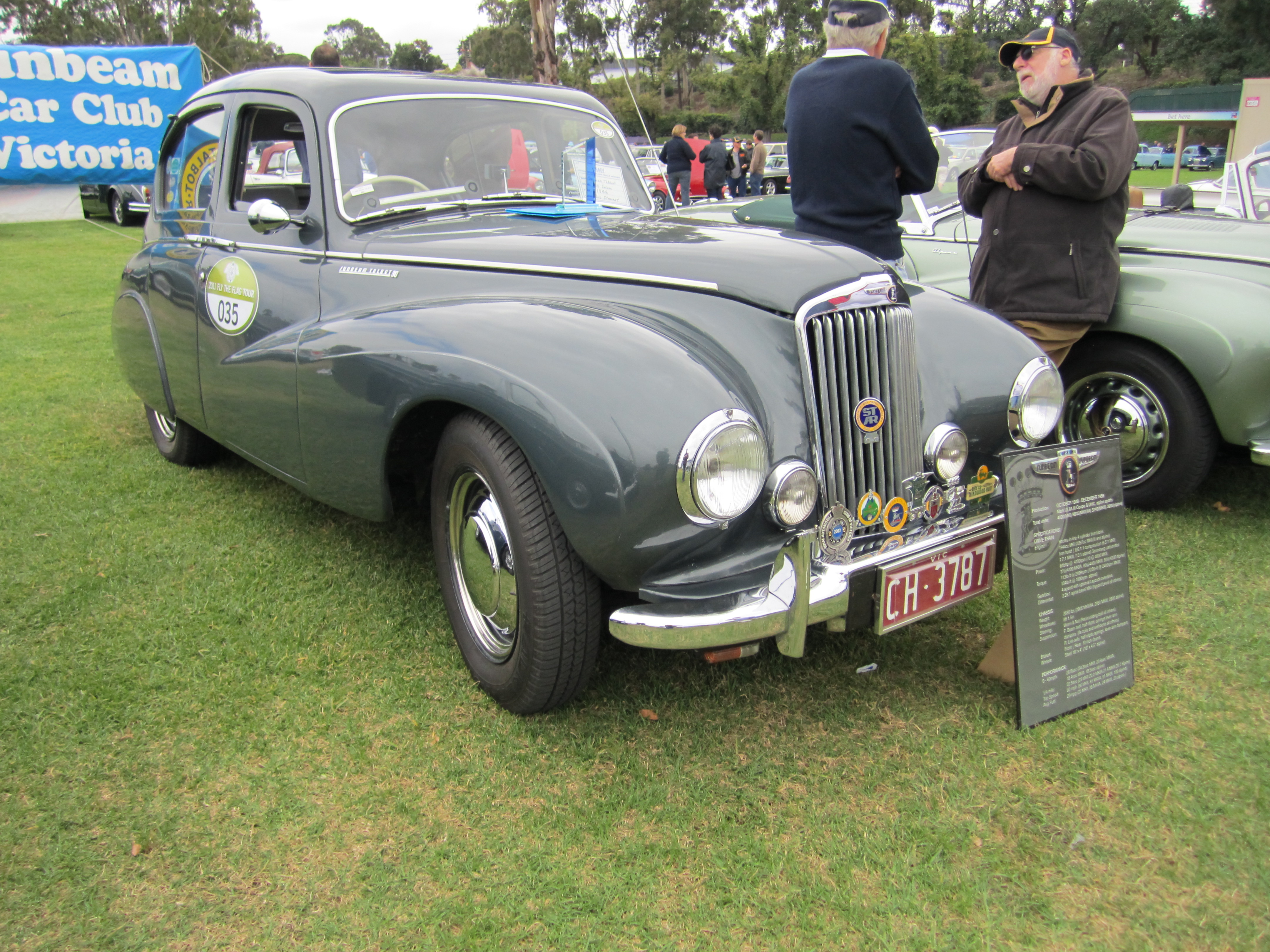
Sunbeam Talbot 80 Mk I

Der Sunbeam-Talbot 80 ist eine viertürige Limousine, welche die Rootes Group 1948 als Nachfolger des Sunbeam-Talbot Ten herausbrachte. Das Modell war auch als Cabriolet verfügbar. Der Tourer, beim Vorgängermodell noch erhältlich, wurde nicht mehr angeboten.
Die Limousine hatte nun in die Kotflügel integrierte Scheinwerfer und eine hinten angeschlagene Motorhaube. Die Hinterräder waren mit „Spats“ verkleidet; die Trittbretter entfielen. Der Vierzylinder-Reihenmotor mit 1185 cm³ Hubraum wurde vom Vorgänger übernommen, erhielt aber hängende Ventile (OHV), wodurch er 47 bhp (34,5 kW) Leistung entwickelte. Alle vier Räder waren weiterhin an Halbelliptik-Blattfedern aufgehängt. Das Fahrzeug erreichte eine Höchstgeschwindigkeit von 117 km/h, was es auch rallyetauglich (z. B. Rallye Monte Carlo) machte.
Mit gleicher Karosserie, aber stärkerem Motor, wurde der Sunbeam-Talbot 90 geliefert.
1950 wurde das Modell ohne Nachfolger eingestellt.